# Bacong
Bacong (Bayan ng Bacong) är en kommun i Filippinerna. Kommunen ligger på ön Negros, och tillhör provinsen Negros Oriental. Folkmängden uppgår till 23 219 invånare.

## Barangayer
Bacong är indelat i 22 barangayer.
| - Balayagmanok - Banilad - Buntis - Buntod - Calangag - Combado - Doldol - Isugan - Liptong - Lutao - Magsuhot | - Malabago - Mampas - North Poblacion - Sacsac - San Miguel - South Poblacion - Sulodpan - Timbanga - Timbao - Tubod - West Poblacion |